# Международный государственный экологический институт имени А. Д. Сахарова
Международный государственный экологический институт имени А. Д. Сахарова БГУ — структурное подразделение Белорусского государственного университета. Занимается подготовкой высококвалифицированных кадров по специальностям экологической направленности. Проводит фундаментальные и прикладные исследования по ряду экологических проблем.

## История
В мае 1991 года в программу ООН международного сотрудничества по решению чернобыльских проблем был включен проект «Международный Сахаровский колледж по радиоэкологии», поддержанный участниками Первого международного конгресса памяти А. Д. Сахарова. Со стороны ЮНЕСКО была получена поддержка создания колледжа.
20 января 1992 года вышло Постановление Совета Министров Республики Беларусь № 20 «Об открытии при Белорусском государственном университете Международного высшего колледжа по радиоэкологии имени А. Д. Сахарова». Первый набор студентов состоялся 3 ноября 1992 года.
21 октября 1994 года приказом Министерства образования и науки Республики Беларусь колледж был преобразован в Международный институт по радиоэкологии им. А. Д. Сахарова, который возглавил кандидат физико-математических наук, доцент Александр Михайлович Люцко. В 1995 году институтом была разработана Концепция радиоэкологического образования в Республике Беларусь, одобренная Национальной комиссией по радиационной защите и Министерством образования. Для улучшения деятельности университета на территории Хойникского района была организована учебно-научная станция, которая 24 марта 2006 года преобразована в Региональный учебно-информационный центр по проблемам радиационной безопасности.
В 1999 году приказом Министерства образования Международный институт по радиоэкологии им. А. Д. Сахарова преобразован в Международный экологический университет им. А. Д. Сахарова (МЭУ).
В 2015 году произошло присоединение к Белорусскому государственному университету и переименование в Международный государственный экологический институт имени А. Д. Сахарова. Международный государственный экологический университет им. А. Д. Сахарова исключён из перечня государственных организаций, подчинённых Министерству образования Беларуси, и присоединён к комплексу БГУ.

### Ректоры и директор
- Александр Михайлович Люцко (1992—1997)
- Александр Антонович Милютин (1998—2003)
- Семён Петрович Кундас (2003—2012)
- Валерий Иванович Дунай (2013—2015)
- Сергей Александрович Маскевич (2015—2023)
- Родькин Олег Иванович (с 2023)

## Структура
В состав института входят:
- 3 факультета;
- 18 кафедр, 6 из которых — научные;
- 25 научно-исследовательских лабораторий;
- 2 учебно-методические лаборатории (ЛИТО, ЛЭО);
- Филиал в Ереване.

|         | Факультет мониторинга окружающей среды (МОС)       | Факультет экологической медицины (ЭМ)                  |
| ------- | -------------------------------------------------- | ------------------------------------------------------ |
| Кафедры | Ядерной и радиационной безопасности                | Экологической химии и биохимии                         |
| Кафедры | Экологического мониторинга и менеджмента           | Иммунологии                                            |
| Кафедры | Энергоэффективных технологий                       | Экологической медицины и радиобиологии                 |
| Кафедры | Социально-гуманитарных наук и устойчивого развития | Общей биологии и экологической генетики                |
| Кафедры | Экологических информационных систем                | Лингвистических дисциплин и межкультурных коммуникаций |
| Кафедры | Общей и медицинской физики                         | Физического воспитания                                 |

Факультет повышения квалификации и переподготовки занимается довузовским (подготовительные курсы для сдачи ЦТ) и послевузовским (переподготовка и повышение квалификации) образованием.
Также кроме предоставления высшего образования I—III ступени, институт занимается международной и научной деятельностью: формирует международные партнерские связи, участвует в зарубежных программах, проектах, конференциях, олимпиадах, имеет научно-исследовательский сектор, занимается научной-исследовательской работой в которой принимают участие и студенты.

## Образовательный процесс
В настоящее[когда?] время обучение в институте проходит по семи специальностям I ступени образования, по трем на II ступени (магистратура), и по трем — на III ступени (аспирантура, докторантура).

##### Специальности и направления I ступени
- Информационные системы и технологии:
  - в экологии;
  - в здравоохранении;
- Природоохранная деятельность:
  - экологический менеджмент и экспертиза;
  - экологический мониторинг;
- Энергоэффективные технологии и энергетический менеджмент;
- Ядерная и радиационная безопасность;
- Медицинская физика;
- Медицинская экология;
- Медико-биологическое дело.

##### Специальности II ступени высшего образования (магистратура)
- Экология;
- Медико-биологическое дело;
- Медицинская физика.

##### Аспирантура
- Биологические науки;
- Технические науки;
- Педагогические науки.

В институте обучается 1 854 студента, из них — около 67 % на дневном отделении. Ежегодно в институте проходят профессиональную подготовку и обучение граждане из разных стран, в том числе Российской Федерации, Украины, Литвы, Латвии, Туркменистана, Ирана, Сирии, Нигерии, Судана, Таджикистана, Гамбии, Камеруна, Кот-д’Ивуара, Ганы, Ирака.
Профессорско-преподавательский состав:
- 15 профессоров;
- 22 доктора наук;
- 109 кандидатов наук;
- 86 доцентов.

## Научная деятельность
На базе института функционирует научно-исследовательский сектор — структурное подразделение института, обеспечивающее организацию, координацию и осуществление научной и инновационной деятельности института и управления ею. Основными его задачами являются организация и проведение прикладных научных исследований по направлениям ряда наук соответствующих профилю выпускаемых студентов, а также развитие международного научно-технического сотрудничества. В целях координации и содействия развитию научно-исследовательской деятельности образовано студенческое научное общество. Объединение студентов и молодых ученых занимается как развитием научного потенциала института, так и привлечением молодежи к проблемам экологии и исследованиям в этой области.
Основной целью научных исследований профессорско-преподавательского состава и научных сотрудников института является улучшение состояния окружающей среды и снижение негативного влияния антропогенной деятельности на здоровье населения путем снижения загрязнения различных компонентов экосистемы.
Проводятся международные конференции, организованные для того, чтобы вовлечь молодых ученых, аспирантов, магистрантов и студентов в активный обмен мнениями по наиболее острым проблемам экологии на современном этапе развития Республики Беларусь. Среди более значимых выделяются конференции Actual Environmental Problems, Сахаровские чтения, конференции БГУ.

## Международная деятельность
МГЭИ им. А. Д. Сахарова БГУ осуществляет свою работу совместно с рядом международных организаций и ассоциаций, функционирующих на территории Республики Беларусь:
- Представительство ООН в Республике Беларусь;
- Детский фонд ЮНИСЕФ;
- ЮНЕСКО;
- Минский международный образовательный центр;
- Германская служба академических обменов (DAAD).

В настоящее[когда?] время Международный государственный экологический институт им. А. Д. Сахарова принимает участие в выполнении таких международных программ как Erasmus Mundus, Программа Балтийского университета, Международная парламентская стипендия Германского Бундестага, и др.
Среди наиболее важных проектов, реализованных с участием МГЭИ им. А. Д. Сахарова БГУ, можно отметить:
- "Реализация новой концепции управления повторно заболоченными торфяниками для устойчивого производства энергии и биомасс («Энергии болот»)[4];
- TEMPUS Human Security («Окружающая среда, качество пищи на территориях, загрязненных радионуклидами»);
- Проект «Экологическое образование для Беларуси, России и Украины» (EcoBRU)[5];
- Проект «Чистое производство»[6];
- Проект «Образование для устойчивой энергетики в Беларуси: Реализация программы ШПИРЭ (SPARE) в учреждениях школьного и внешкольного образования»[7].

Ежегодно с участием специалистов и ученых из зарубежных стран на базе института проводятся международные конференции, студенческие олимпиады, круглые столы, тренинги. На 08.04.2019 в МГЭИ им. А. Д. Сахарова БГУ действует 63 договора о сотрудничестве. В рамках заключенных договоров проводятся научные конференции и совместные исследования в области экологии и возобновляемых источников энергии, издаются совместные публикации.
Партнеры МГЭИ им. А. Д. Сахарова БГУ:
- Германия — Фонд Михаэля Зуккова, Берлинский институт техники и экономики[8], Институт исследования плазмы и плазменных технологий, Университет Бремена;
- Греция — Национальный технический университет Афин;
- Грузия — Международный университет Батуми[9], Батумский государственный университет им. Шота Руставели[10];
- Индия — Университет ВИТ;
- Испания — Университет Кордовы;
- Казахстан — Таразский государственный университет имени М. Х. Дулати[11], Южно-Казахстанский государственный университет имени М. Ауэзова;
- Норвегия — Норвежское общество охраны природы[12];
- Польша — Ботанический сад Академии наук Польши, Варшавский Институт Естественных наук, Институт бизнеса в Варшаве, Гданьский университет, Высшая школа имени Павла Владковица, Университет естественных наук г. Люблин;
- Россия — Мытищинский филиал Московского государственного технического университета имени Н. Э. Баумана, Национальный исследовательский ядерный университет «МИФИ»[13], Российский университет дружбы народов;
- Сербия — Университет г. Нови Сад;
- США — Иллинойсский университет, Центр Всемирного Здоровья «Великие Озера»;
- Швеция — Университет г. Уппсала[14],

и другие.